# Морогоро

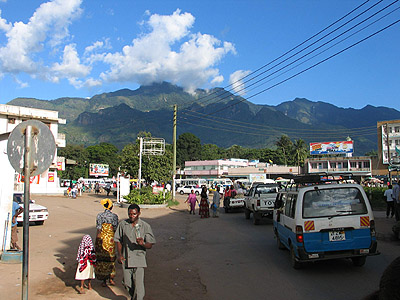
Морогоро. Вид на горы Улугуру

Морого́ро (англ. Morogoro) — город в Танзании.

## Общие сведения
Город Морогоро является административным центром одноимённой танзанийской провинции. Численность населения составляет 274 054 человека (по данным на 2007 год). Входит в десятку самых крупных городов страны. Расположен примерно в 260 километрах от столицы Танзании — Додомы и в 190 километрах от Дар-эс-Салама. К югу от Морогоро лежат горы Улугуру.
Морогоро является важным центром пищевой промышленности, здесь находятся многочисленные предприятия по переработке сельскохозяйственной продукции. В городе расположен сельскохозяйственный университет Сокойне, а также современный госпиталь имени Ага-хана. Город находится на танзанийской железнодорожной Центральной линии, связывающей Дар-эс-Салам с отдалёнными провинциями на западе и северо-западе страны.

## История
Город входил в состав Германской Восточной Африки. В Морогоро находились миссионерская и почтовая станции. Туземцы работали на плантациях ванили, корицы и фруктов.

## Культура и спорт
В Морогоро представлены следующие футбольные клубы: «Моро Юнайтед» и «Полиция Морогоро». Они участвовали в чемпионате Танзании по футболу 2011—2012 годов.

## Известные уроженцы
- Джака Мгваби Мвамби – политик и дипломат.

## Города-партнёры
- Фресно, США
- Милуоки, США
- Линчёпинг, Швеция.